# 秋田県道254号土川神岡線
秋田県道254号土川神岡線（あきたけんどう254ごう つちかわかみおかせん）は、秋田県大仙市を通る一般県道である。

## 概要
大仙市土川の秋田県道10号本荘西仙北角館線交点から南へ分岐し、秋田県道67号四ツ屋神岡線と国道13号神宮寺バイパスへ接続する。

### 路線データ
- 総延長 : 4.557 km[2]
- 実延長 : 4.557 km[2]
- 起点 : 秋田県大仙市土川字鳥井野131番1（秋田県道10号本荘西仙北角館線交点）[3]北緯39度32分14.86秒 東経140度26分58.94秒
- 終点 : 秋田県大仙市神宮寺字切欠48番1地先（国道13号交点）[3]北緯39度29分55.2秒 東経140度25分52.1秒
- 未供用区間 : なし[2]

## 歴史
- 1959年（昭和34年）2月17日 - 秋田県道に認定される[3]。
- 2014年（平成26年）3月14日 - 国道13号神宮寺バイパスが29日に全線開通にあわせて終点の位置を大仙市神宮寺字家後から大仙市神宮寺字切欠に変更する。

## 路線状況

### 冬期閉鎖区間
- なし[4]

### 交通不能区間
- なし[5]

## 地理

### 交差する道路
| 施設名 | 接続路線名                                       | 備考 | 所在地             |
| ------ | ------------------------------------------------ | ---- | ------------------ |
|        | 秋田県道10号本荘西仙北角館線                     | 起点 | 大仙市土川字鳥井野 |
|        | 国道13号 神宮寺バイパス 秋田県道67号四ツ屋神岡線 | 終点 | 大仙市神宮寺字切欠 |

### 沿線の施設など
- 秋田県農業公社畜産センター
- 秋田県畜産試験場